# Sienaskolan
Sienaskolan var en italiensk målarskola som blomstrade från 1200-talet till 1400-talet och som under en viss tid stod lika högt som den florentinska skolan. Den var emellertid mer konservativ än denna och lutade mer åt den dekorativa skönhet och elegans som utmärker sengotiken.
Sienaskolans mest betydande företrädare inkluderar Duccio, vars verk vittnar om bysantinskt inflytande, dennes elev Simone Martini, bröderna Pietro och Ambrogio Lorenzetti, Taddeo di Bartolo och hans elev Domenico di Bartolo, Sassetta och Matteo di Giovanni. Under 1500-talet var manieristerna Beccafumi och Sodoma verksamma där.